# Alosa macedonica
Alosa macedonica is een straalvinnige vissensoort uit de familie van de haringen (Clupeidae). De wetenschappelijke naam van de soort is voor het eerst geldig gepubliceerd in 1921 door Vinciguerra.